# Janez Miklošič
Janez Miklošič [míklošič], slovenski glasbenik in učitelj, * 29. maj 1823, Radomerščak, † 3. avgust 1901, Maribor. 

## Življenje in delo
Janez Miklošič (tudi Miklosich) je brat slavista Franca Miklošiča, starši so jima bili Jurij in Marija (roj. Zobovič). Ljudsko šolo je obiskoval v Ljutomeru, nato leta 1842 v Gradcu končal trimesečni učiteljski tečaj za poučevanje na trirazredni šoli, bil v letih 1842–1844 učitelj v Lučanah; se v šolskem letu 1844/1845 v Gradcu glasbeno izpopolnjeval in končal polletni tečaj za poučevanje na glavnih ljudskih šolah. Kot učitelj je poučeval v Stadlu na Gornji Štajerski (1845–1848) in Murauu (1848–1851), ko je bil v šolskem letu 1851/1852 premeščen v Maribor na cesarsko kraljevo okrajno glavno šolo, ki je imela tedaj naslov »normalke« na mesto glavnega učitelja. V Mariboru je poučeval osnovne predmete in petje. Tu se mu je ponudila možnost, da poglobi in izpopolni tudi svoje glasbeno znanje. Stopil je v stik z mariborskimi glasbeniki. Kot učitelj je bil med najboljšimi, kot organist pa si je pridobil toliko spretnosti, da je v Mariboru slovel za dobrega organista. Zaradi tega je bil premeščen na gimnazijo za učitelja petja. Ko je prišel leta 1859 v Maribor Anton Martin Slomšek, je prišel tja tudi Peregrin Manich. Manich je bil z Miklošičem v stalnem stiku. Ko so uvedli novi šolski zakon, je Manich postal učitelj na državni šoli, kjer je deloval do svoje upokojitve 1900. Poleg tega je pa poučeval tudi petje na učiteljišču po tri ure in klavir po dve uri na teden. Kot učitelj petja in zborovodja na gimnaziji in učiteljišču je Manich v Mariboru dvignil zborovsko petje; imel je zbor dijakov, ki je štel 140–160 pevcev. Poleg nemške pesmi je uvajal na srednji šoli tudi slovensko pesem. V čitalniškem zboru, ki ga je Miklošič prevzel po Manichu, je položil temelj slovenskemu petju v takrat popolnoma nemško usmerjenem Mariboru. Maribor je tako postal središče za slovensko glasbo na Spodnji Štajerski. Kot vodja petja je Miklošič s svojim zborom prirejal koncerte tudi izven Maribora že od leta 1864 dalje. Z zborom je nastopil na Ptuju, Ljutomeru, Slovenski Bistrici in Framu ter v drugih manjših krajih v okolici Maribora. S tem je postal pomemben dejavnik v razvoju slovenskega koncertnega petja v tem okolju. A čitalniško petje je okoli leta 1874 zamrlo in Miklošič je sprejel pouk petja na gimnaziji (1874–1880), ker je bil prej prekinil učiteljsko službo, da se je lahko posvetil samo delu s čitalniškim zborom. V čitalnici je ustanovil glasbeni arhiv. Kot skladatelj pa se Miklošič ni uveljavil, njegove skladbe so bolj lokalnega pomena, namenjene domačim potrebam.
Kot didaktik je na področju ljudskošolskega pouka zasledoval nove metode pouka in te tudi sam uvajal. Sestavil je naslednje učbenike: Stenske tablice za čitanje po analitično-sintetični metodi (Maribor,  1874); Navod o rabi 80 pregibljivih črk za prvi poduk v čitanju (Maribor, 1875); Začetnica in prvo berilo za ljudske šole (Dunaj, 1878); Slovenisch-deutsche Fibel für Volksschulen. Slovensko-nemška začetnica za ljudske šole (Dunaj 1881).
Pokopan je bil na starem mestnem pokopališču pri Ljudskem vrtu. Ko je Mestna občina Maribor leta 1940 to pokopališče dokončno zaprla, je organizirala njegovo ekshumacijo (tako kot tudi ekshumacijo drugih zaslužnih mož, ki jih niso ekshumirali svojci) in pokop njegovih telesnih ostankov v novi skupni grobnici zaslužnih mož v arkadah frančiškanskega pokopališča na Pobrežju.